# 稻田站 (茨城縣)
稻田站（日语：／ Inada eki */?）是位於茨城縣笠間市稻田2333號，東日本旅客鐵道（JR東日本）的水戶線車站。

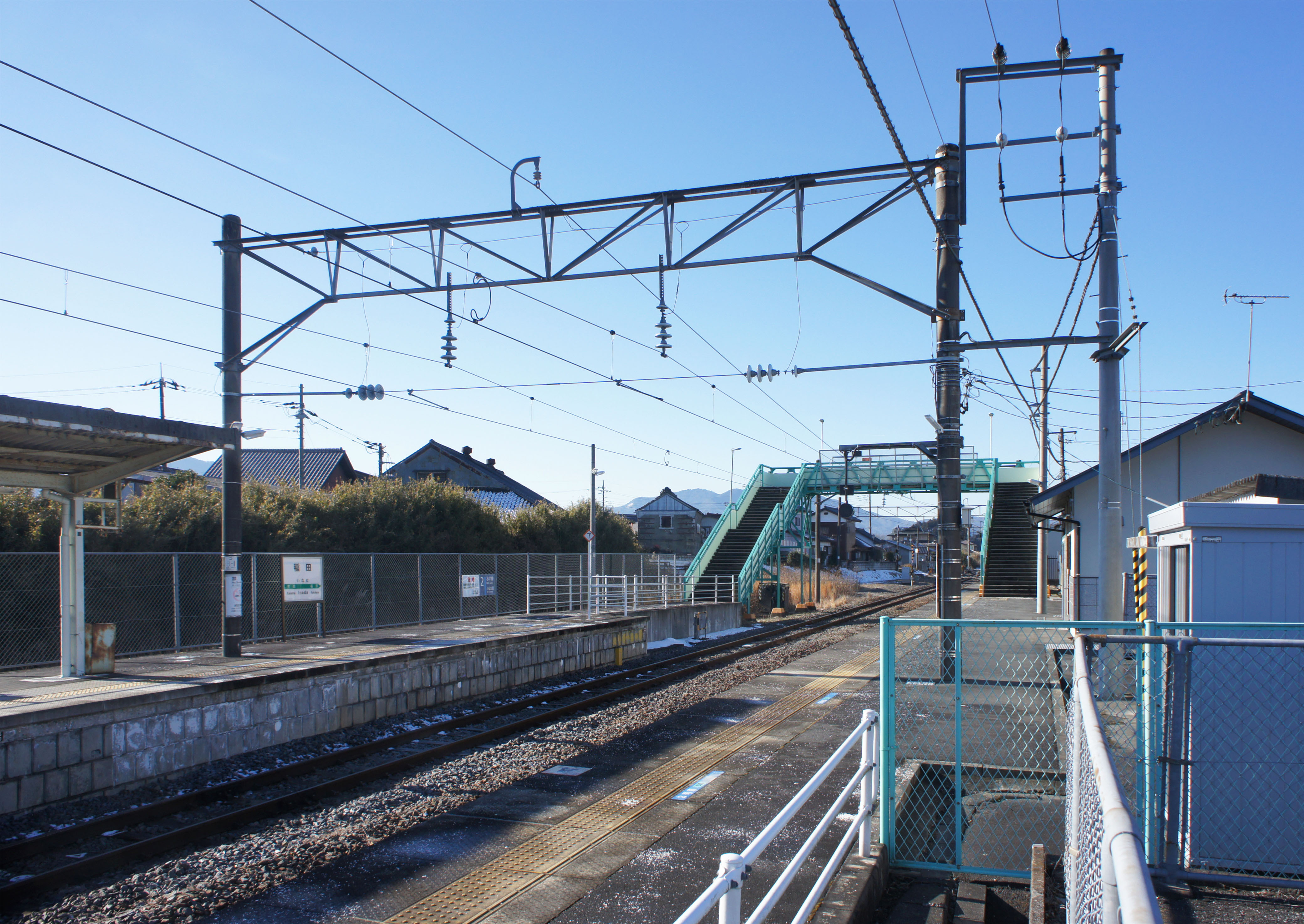
月台（2022年1月）

## 概要
車站位於笠間市西部，鄰近石切山脈、西念寺、稻田神社。

### 在此站行走的運行形態
- 上行（下館、結城、小山方向）和下行（岩瀨、笠間、友部方向）列車，日間各方向大約1小時1班普通列車停靠。
- 在早上和黃昏設有列車從友部直通至常磐線（水戶、勝田方向）[2]。

## 歷史
石材商人鍋島彦七郎為了運送稻田御影石，在對地居民的協助下，提供了土地給日本鐵道。在1897年，貨運車站啟用。在翌年設有旅客業務，但車站主力運送石材。在最頂盛時期，於大正時代1日平均設有30卡以上貨車發送。為了運送石材所需設備，車站北邊設有運送石材的稻田人車軌道。
車站大樓在1898年（明治31年）12月竣工，隨著大樓老化而需要重建。現時的車站大樓在2012年（平成24年）10月完工。大樓於2013年（平成25年）3月6日開始使用。大樓使用當地的稻田石，同時為一座木造車站大樓，總樓面49.6平方米。在2014年，鄰接大樓開設市營的石頭展示設施「石之百年館」。

### 年表
- 1897年（明治30年）6月5日：貨物車站落成。在8日開始營業[6]。
- 1898年（明治31年）
  - 5月8日：普通停車場開始營業[6]。
  - 12月：車站大樓竣工[3]。
- 1906年（明治39年）10月31日：路線國有化（日语：鉄道国有法）。
- 1907年（明治40年）：站內大型擴張[6]。
- 1909年（明治42年）10月12日：制定路線名稱，成為水戶線車站。
- 1917年（大正6年）4月7日：2號月台新設量重台（秤量30噸）[6]。
- 1922年（大正11年）9月26日：由於車站附近有許多運送石材車輛，因此新設平交道[6]。
- 1931年（昭和6年）2月14日：第1月台新設門式起重機（3噸）[6]。
- 1936年（昭和11年）
  - 2月10日：第3月台新設簡易門武起重機[7]（3噸）[6]。
  - 10月12日：第2月台新設門武起重機（3噸）[6]。
- 1958年（昭和33年）12月19日：車站配備調動機（日语：貨車移動機）（加藤製作所柴油機車）[6]。
- 1976年（昭和51年）1月9日：車站配備調動機（10噸）[6]。
- 1984年（昭和59年）2月1日：結束貨物起卸業務。
- 1987年（昭和62年）4月1日：伴隨國鐵分割民營化，車站由東日本旅客鐵道（JR東日本）營運。
- 2001年（平成13年）11月18日：此站可以開始使用IC卡Suica[8]。
- 2009年（平成21年）3月14日：引入發車音樂入。
- 2013年（平成25年）3月6日：新車站大樓開始使用[5][9]。
- 2014年（平成26年）3月30日：開設「石之百年館（日语：石の百年館）」[10]。

## 車站構造
此站是地面車站，設有2面2線的相對式月台。各月台之間設有跨線橋連接。車站大樓靠近1號月台。
此站是由友部站管理的簡易委託車站。設有簡易Suica閘機。

### 月台
| 月台 | 路線    | 上下行 | 方向     |
| ---- | ------- | ------ | -------- |
| 1    | ■水戶線 | 下行   | 水戶方向 |
| 2    | ■水戶線 | 上行   | 小山方向 |

參考

## 使用狀況
根據「JR東日本」的資料，在2019年度（令和元年度）1日平均乘車人次為147人。
以下為近年乘車人次變化列表：
| 乘車人次變化       | 乘車人次變化     | 乘車人次變化    |
| 年度               | 1日平均 乘車人次 | 參考資料        |
| ------------------ | ---------------- | --------------- |
| 2001年（平成13年） | 302              | [ 利用客数 2 ]  |
| 2002年（平成14年） | 284              | [ 利用客数 3 ]  |
| 2003年（平成15年） | 282              | [ 利用客数 4 ]  |
| 2004年（平成16年） | 275              | [ 利用客数 5 ]  |
| 2005年（平成17年） | 271              | [ 利用客数 6 ]  |
| 2006年（平成18年） | 259              | [ 利用客数 7 ]  |
| 2007年（平成19年） | 250              | [ 利用客数 8 ]  |
| 2008年（平成20年） | 269              | [ 利用客数 9 ]  |
| 2009年（平成21年） | 252              | [ 利用客数 10 ] |
| 2010年（平成22年） | 232              | [ 利用客数 11 ] |
| 2011年（平成23年） | 212              | [ 利用客数 12 ] |
| 2012年（平成24年） | 205              | [ 利用客数 13 ] |
| 2013年（平成25年） | 200              | [ 利用客数 14 ] |
| 2014年（平成26年） | 176              | [ 利用客数 15 ] |
| 2015年（平成27年） | 161              | [ 利用客数 16 ] |
| 2016年（平成28年） | 155              | [ 利用客数 17 ] |
| 2017年（平成29年） | 162              | [ 利用客数 18 ] |
| 2018年（平成30年） | 168              | [ 利用客数 19 ] |
| 2019年（令和元年） | 147              | [ 利用客数 1 ]  |

## 車站周邊
- 西念寺（日语：西念寺 (笠間市)）
- 稻田神社（日语：稲田神社）
- 普門寺
- 國道50號
- 筑波銀行（日语：筑波銀行）稻田分店（舊 關東筑波銀行（日语：関東つくば銀行）分店）
- 市營稻田站前停車場
- 市營稻田站前單車停泊處
- 石之百年館 - 展示當地的石材和稻田石的資料館，在2014年（平成26年）3月30日遷移至車站附近[12]

## 巴士路線
在國道50號上設有「稻田站入口」巴士站。
| 乘車處 | 系統 | 主要途經           | 目的地 | 巴士公司 | 備註                     |
| ------ | ---- | ------------------ | ------ | -------- | ------------------------ |
|        |      | 綜合學校前、福原站 | 桃山   | 茨城交通 | 星期六、日及假期暫停服務 |
|        |      | 荒町               | 笠間站 | 茨城交通 | 星期六、日及假期暫停服務 |

## 相鄰車站
東日本旅客鉄道（JR東日本）
■水戶線 
福原－稻田－笠間

## 注腳

### 使用狀況
1. 1 2  . 東日本旅客鐵道.   [2020-07-12]. （原始内容存档于2020-07-10） （日语）.
2. ↑  . 東日本旅客鐵道.   [2019-03-10]. （原始内容存档于2019-04-02） （日语）.
3. ↑  . 東日本旅客鐵道.   [2019-03-10]. （原始内容存档于2019-04-02） （日语）.
4. ↑  . 東日本旅客鐵道.   [2019-03-10]. （原始内容存档于2019-03-27） （日语）.
5. ↑  . 東日本旅客鐵道.   [2019-03-10]. （原始内容存档于2019-02-23） （日语）.
6. ↑  . 東日本旅客鐵道.   [2019-03-10]. （原始内容存档于2019-04-02） （日语）.
7. ↑  . 東日本旅客鐵道.   [2019-03-10]. （原始内容存档于2019-04-02） （日语）.
8. ↑  . 東日本旅客鐵道.   [2019-03-10]. （原始内容存档于2019-04-02） （日语）.
9. ↑  . 東日本旅客鐵道.   [2019-03-10]. （原始内容存档于2019-02-22） （日语）.
10. ↑  . 東日本旅客鐵道.   [2019-03-10]. （原始内容存档于2019-04-02） （日语）.
11. ↑  . 東日本旅客鐵道.   [2019-03-10]. （原始内容存档于2019-04-02） （日语）.
12. ↑  . 東日本旅客鐵道.   [2019-03-10]. （原始内容存档于2019-04-02） （日语）.
13. ↑  . 東日本旅客鐵道.   [2019-03-10]. （原始内容存档于2019-03-27） （日语）.
14. ↑  . 東日本旅客鐵道.   [2019-03-10]. （原始内容存档于2019-03-06） （日语）.
15. ↑  . 東日本旅客鐵道.   [2019-03-10]. （原始内容存档于2019-03-06） （日语）.
16. ↑  . 東日本旅客鐵道.   [2019-03-10]. （原始内容存档于2019-03-23） （日语）.
17. ↑  . 東日本旅客鐵道.   [2019-03-10]. （原始内容存档于2019-02-14） （日语）.
18. ↑  . 東日本旅客鐵道.   [2019-07-09]. （原始内容存档于2019-03-25） （日语）.
19. ↑  . 東日本旅客鐵道.   [2019-07-09]. （原始内容存档于2019-07-05） （日语）.

## 外部連結
- 車站資訊（稻田）：東日本旅客鐵道（日語）